# Пещерен човек
„Пещерен човек“ е български игрален филм (анимационен) от 2001 година, по сценарий и режисура на Момчил Грозданов. Художник на постановката е Момчил Грозданов.

## Актьорски състав
Не е налична информация за актьорския състав.